# Baltimore Colts 1976
La stagione 1976 dei Baltimore Colts è stata la 24ª della franchigia nella National Football League. Guidati dall'allenatore al secondo Ted Marchibroda, i Colts conclusero con un record di 11 vittorie e 3 sconfitte, al primo posto alla pari nella AFC East division con i New England Patriots. Baltimore vinse il titolo della AFC East in base al miglior record nella division.
Marchibroda, allenatore dell'anno in carica, si dimise una settimana prima dell'inizio della stagione regolare, a causa di un conflitto di potere con il general manager Joe Thomas e il proprietario Robert Irsay. Baltimore aveva vinto le prime due gare di pre-stagione ma perse le ultime quattro. Diversi assistenti allenatori minacciarono di lasciare la squadra e il quarterback Bert Jones si espresse pubblicamente in difesa dell'allenatore. Thomas e Irsay fecero velocemente ammenda con l'allenatore prima che la stagione iniziasse. (Thomas fu licenziato poco dopo la fine della stagione.)
L'attacco dei Colts fu dominante nel 1976, guidando la lega con 417 punti segnati (29,7 a partita). Jones fu nominato MVP della NFL dopo avere guidato la lega con 3.104 yard passate, 9,27 yard per tentativo e un passer rating di 102,5, secondo nella NFL. Il running back Lydell Mitchell ebbe un'altra stagione di alto livello, correndo 1.200 yard, quarto nella NFL, e ricevendo 60 passaggi. Il wide receiver Roger Carr guidò la lega con 1.112 yard ricevute e 25,9 yard per ricezione. Tutti e tre furono convocati per il Pro Bowl.

## Roster
| Roster dei Baltimore Colts nel 1976 |
| --- |
| Quarterback - 7 Bert Jones - 12 Bill Troup Running Back - 48 Roosevelt Leaks FB - 34 Ron Lee - 23 Don McCauley - 26 Lydell Mitchell Wide Receiver - 81 Roger Carr - 35 Glenn Doughty - 80 Marshall Johnson - 86 Freddie Scott - 88 Ricky Thompson Tight End - 87 Raymond Chester Offensive Linemen - 50 Forrest Blue C - 66 Elmer Collett G - 62 Ken Huff G - 75 George Kunz T - 57 Ken Mendenhall C - 61 Robert Pratt G - 64 David Taylor T - 67 Bob Van Duyne G Defensive Linemen - 63 Mike Barnes DT - 72 Fred Cook DE - 78 John Dutton DE - 76 Joe Ehrmann DT - 74 Ken Novak DT Linebacker - 55 Dan Dickel MLB - 58 Derrel Luce OLB - 54 Sanders Shiver OLB - 56 Ed Simonini MLB - 53 Stan White OLB Defensive Back - 47 Tim Baylor FS - 40 Bruce Laird SS/KR - 42 Lloyd Mumphord CB - 31 Nelson Munsey CB - 25 Ray Oldham SS - 20 Jackie Wallace SS Special Team - 2 Toni Linhart K - 49 David Lee P                                                                                |
| Legenda - I rookie sono in corsivo. - Il primo ruolo è il principale mentre gli eventuali successivi indicano i ruoli secondari. - (IR) sta per Injured Reserve ed indica la lista ristretta per un solo giocatore infortunato che può tornare ad allenarsi dopo la settimana 6 e a rientrare in prima squadra dopo che questa ha giocato 8 partite. - (NF-Inj.) / (NF-Ill.) stanno rispettivamente per Non-Football Injured e Non-Football Illness ed indicano le liste dove viene inserito un giocatore che ha un infortunio o una malattia non dipendente dal football americano. - (PUP) sta per Physically Unable to Perform ed indica la lista dove viene inserito un giocatore mentre è in attesa di recuperare la condizione fisica. Nella stagione regolare dopo la sesta partita giocata dalla propria squadra, il giocatore ha tempo tre settimane per riprendere ad allenarsi, più tre settimane aggiuntive dal suo rientro agli allenamenti per rientrare in prima squadra. |

## Calendario
| Stagione regolare |              |                         |         |      |                        |        |
| 1                 | 12 settembre | at New England Patriots | V 27–13 | 1–0  | Schaefer Stadium       | 43,512 |
| 2                 | 19 settembre | Cincinnati Bengals      | V 28–27 | 2–0  | Memorial Stadium       | 50,374 |
| 3                 | 26 settembre | at Dallas Cowboys       | S 27–30 | 2–1  | Texas Stadium          | 64,237 |
| 4                 | 3 ottobre    | Tampa Bay Buccaneers    | V 42–17 | 3–1  | Memorial Stadium       | 40,053 |
| 5                 | 10 ottobre   | Miami Dolphins          | V 28–14 | 4–1  | Memorial Stadium       | 58,832 |
| 6                 | 17 ottobre   | at Buffalo Bills        | V 31–13 | 5–1  | Rich Stadium           | 71,009 |
| 7                 | 24 ottobre   | at New York Jets        | V 20–0  | 6–1  | Shea Stadium           | 59,576 |
| 8                 | 1º novembre  | Houston Oilers          | V 38–14 | 7–1  | Memorial Stadium       | 60,020 |
| 9                 | 7 novembre   | at San Diego Chargers   | V 37–21 | 8–1  | San Diego Stadium      | 42,827 |
| 10                | 14 novembre  | New England Patriots    | S 14–21 | 8–2  | Memorial Stadium       | 58,226 |
| 11                | 22 novembre  | at Miami Dolphins       | V 17–16 | 9–2  | Miami Orange Bowl      | 62,104 |
| 12                | 28 novembre  | New York Jets           | V 33–16 | 10–2 | Memorial Stadium       | 44,023 |
| 13                | 4 dicembre   | at St. Louis Cardinals  | S 17–24 | 10–3 | Busch Memorial Stadium | 48,282 |
| 14                | December 12  | Buffalo Bills           | V 58–20 | 11–3 | Memorial Stadium       | 50,451 |

### Playoff
| Playoff    |             |                         |           |                  |          |
| Turno      | Data        | Avversario (seed)       | Risultato | Stadio           | Pubblico |
| Divisional | December 19 | Pittsburgh Steelers (3) | S 14–40   | Memorial Stadium | 60,020   |

## Classifiche
| AFC East                |    |    |   |      |      |      |     |     |     |
|                         | V  | S  | P | %    | CONF | DIV  | PF  | PS  | STR |
| Baltimore Colts(2)      | 11 | 3  | 0 | .786 | 7–1  | 11–1 | 417 | 246 | V1  |
| New England Patriots(4) | 11 | 3  | 0 | .786 | 6–2  | 10–2 | 376 | 236 | V6  |
| Miami Dolphins          | 6  | 8  | 0 | .429 | 5–3  | 6–6  | 263 | 264 | S1  |
| New York Jets           | 3  | 11 | 0 | .214 | 2–6  | 3–9  | 169 | 383 | S4  |
| Buffalo Bills           | 2  | 12 | 0 | .143 | 0–8  | 2–10 | 245 | 363 | S10 |

## Premi
- Bert Jones:

MVP della NFL
giocatore offensivo dell'anno